# Artemisio (Arkadien)
Der Artemisio (griechisch Αρτεμίσιο, n. sg.) ist ein Berg auf der Peloponnes in den Gebieten der Regionalbezirke Argolis und Arkadien. Im Nordwesten ist er mit dem Lyrkio verbunden, im Westen geht er in das Hochland von Mandinia über. Im Süden schließt sich der Ktenias (Κτενιάς) an. Der Artemisio ist Teil des weitreichenden Gebirgszuges, der sich vom Golf von Korinth bis zum Argolischen Golf durch die Peloponnes zieht.
Der höchste Gipfel findet sich östlich von Nestani mit 1771 m.

## Name
Pausanias überliefert, das auf dem Gipfel des Berges ein Tempel der Artemis stand. Der Tempel befand sich in einem Eibenhain, der durch Holzfäller zerstört wurde. Noch heute finden sich Eiben auf dem Berg.
Wegen des Bestands der seltenen Maskengrasmücke bildet der Lyrkio zusammen mit Gebieten im benachbarten Artemisio eines der 196 Bedeutenden Gebiete für Vögel in Griechenland (gr. σημαντικές περιοχές για πουλιά της Ελλάδας (ΣΠΠΕ)).

## Verkehr
Über den Artemisio verläuft die Straße Tripoli (Griechenland) – Korinth (Ανατολική Οδός Πελοποννήσου). Die Arbeiten an den Tunnels zogen sich von 1992 bis 2009.